# Лурія Олександр Романович
Олекса́ндр Рома́нович Лу́рія (16 липня 1902, Казань — 14 серпня 1977, Москва) — радянський психолог, засновник напряму нейропсихології.

## Біографія
Єврей за походженням, народився у м. Казань, в родині лікаря, закінчив місцевий університет. В середині 20-х років запрошений в Москву, до Інституту психології при МДУ ім. Ломоносова. Працює з О. М. Леонтьєвим, О. В. Запорожцем, Л. С. Виготським. Стає послідовником запропонованої Виготським культурно-історичної теорії походження вищих психічних функцій. Разом з іншими представниками цієї школи, зазнав переслідувань. В 1930-х роках нетривалий час працював у Харкові, долучившись до формування місцевої психологічної школи. Пише декілька книг в співавторстві з Виготським. Викладає; в той же час здобуває медичну освіту, працює в Інституті нейрохірургії АМН СРСР та Інституті неврології АМН СРСР. Під час війни працює в госпіталях з випадками уражень мозку. Разом з колегами, психологами, психоневрологами, психіатарми, невропатологами, нейрохірургами, фізіологами, серед яких С. Г. Геллерштейн, Ф. В. Бассін, Б. В. Зейгарник, С. Я. Рубінштейн, А. В. Запорожець, організував серію досліджень та реабілітаційну практику, узагальнений в працях досвід яких, дав розвиток науці нейропсихології. По закінченню війни працює в МДУ, читає курси психології, а з 1950 року — нейропсихології. Автор багатьох праць із різних галузей психологічного знання.
 Визнаний як в СРСР так і за кордоном. Член АПН СРСР, професор, іноземний член Національної академії наук США, Американської академії наук і мистецтв, Американської академії педагогіки, почесний член французького, британського, швейцарського, іспанського психологічних товариств, почесний професор шести іноземних университетів. Його праці з 20-х років і дотепер видаються різними мовами по всьому світу.

## Внесок у науку
Значну увагу О. Р. приділяв прикладним аспектам психології. Перші його дослідження, здійснені ще в Казанському університеті, стосувались психології праці. Дослідження афективних процесів, для якого О. Р. в 1924 році адаптував методику К. Г. Юнга, отримало потужний резонанс в Європі. Знайомство з Виготським визначило інтерес О. Р. до вивчення вищих психічних функцій та, зокрема, їх локалізації в головному мозку. Вагомим є внесок Лурії в генетичну, вікову психологію; у цій галузі досліджень він використовував метод близнят для з'ясування генетичних та зовнішніх факторів розвитку. На перетині медицини, фізіології та психології проводились дослідження афазії та порушень мови у хворих з локальними ураженнями головного мозку. З часом ці дослідження постали фундаментом для нейропсихології. Ним були розроблені методи діагностики порушень та поновлення вищих психічних функцій на основі вивчення та корегування нейронних структур мозку. О. Р. часто звертався до поняття інтеріоризації, розробленого Виготським, зокрема в багаторічому дослідженні процесів пам'яті дітей різного віку. Культурно-історична теорія ще раз гучно заявила про себе в одній із останніх праць О. Р., в якій він виклав результати досліджень, заборонених в 30-ті роки. В них мова йшла про особливості психіки неосвічених та малограмотних жителів середньоазійських республік, а узагальнення визначили культурно-історичні фактори розвитку пізнавальних процесів. В цілому, О. Р. Лурія сприяв розвитку всіх галузей та напрямків психології, в тому числі, методології та теорії науки.

### Цікавинки
В 1921 році створив психоаналітичне товариство в м. Казань. У відповідь на свій лист О. Р. отримав лист-вітання від Зигмунда Фрейда, який зберігав протягом всього життя.

Лурія розробив один з перших поліграфів. Його робота на цю тему була надрукована в США і сприяла розвитку досліджень, що зрештою призвели до появи сучасного детектора брехні.

Батько О. Р. вважав, що син займається пустою, нікому не потрібною наукою і заспокоївся, лише коли той отримав другу освіту, медичну.